# Korniivka, Barîșivka
Korniivka (în ucraineană Корніївка) este o comună în raionul Barîșivka, regiunea Kiev, Ucraina, formată numai din satul de reședință.

## Demografie
Componența lingvistică a comunei Korniivka
     Ucraineană (99,21%)
     Alte limbi (0,79%)
Conform recensământului din 2001, majoritatea populației comunei Korniivka era vorbitoare de ucraineană (99,21%), existând în minoritate și vorbitori de alte limbi.